# Верхній сагітальний синус
Верхній сагітальний си́нус, верхня сагітальна пазуха (лат. sinus sagittalis superior) — непарне утворення вздовж фіксованого краю великого відростка твердої мозкової оболони — мозкового серпа (falx cerebri). Це великий венозний колектор, який збирає венозну кров з бічних сторін передніх відділів головного мозку й несе її до синусного стоку. До нього також потрапляє й спинномозкова рідина, яка фільтрується через пахіонові або павутинні грануляції й через верхній сагітальний синус потрапляє у венозний кровообіг.

## Структура
Починаючи від сліпого отвору (лат. foramen cecum), через який до верхнього сагітального синусу впадають емісарні вени з носової порожнини, синус проходить у передньо-задньому напрямку внутрішніми поверхнями лобової частки, прилеглих країв тім'яних часток і верхівки хрестоподібного горбика потиличної частки. Поблизу внутрішнього потиличного виступу він впадає в синусний стік і продовжується як поперечний синус
Верхній сагітальний синус зазвичай має трикутний переріз, спереду він досить вузький, але поступово збільшується в розмірах, йдучи назад.
На його внутрішній поверхні є отвори поверхневих мозкових вен, які проходять, здебільшого, косо вперед і відкриваються головним чином у задній частині синусу, в отвори яких приховані фіброзними складками; численні волокнисті смуги (вілізієві хорди) простягаються поперек синусу в нижньому його куті, а деякі невеликі отвори синусу з'єднані з венозними просторами неправильної форми (венозними лакунами) у твердій мозковій оболоні поблизу верхнього сагітального синусу.
З обох боків синуса зазвичай знаходяться три лакуни: невелика лобова, велика тім'яна і, проміжна за розміром потилична.
Більшість мозкових вен із зовнішньої поверхні півкулі відкриваються в ці лакуни, і також в них знизу заходять численні пахіонові (павутинні) грануляції, що приносять спинномозкову рідину.
Верхній сагітальний синус приймає поверхневі мозкові вени, діплоетичні вени твердої мозкової оболони, а біля заднього краю сагітального шва — вени від окістя, які проходять через тім'яні отвори.

## Функція
Спинномозкова рідина стікає через павутинні (пахіонові) грануляції у верхній сагітальний синус і далі в венозний кровообіг.

## Додаткові зображення

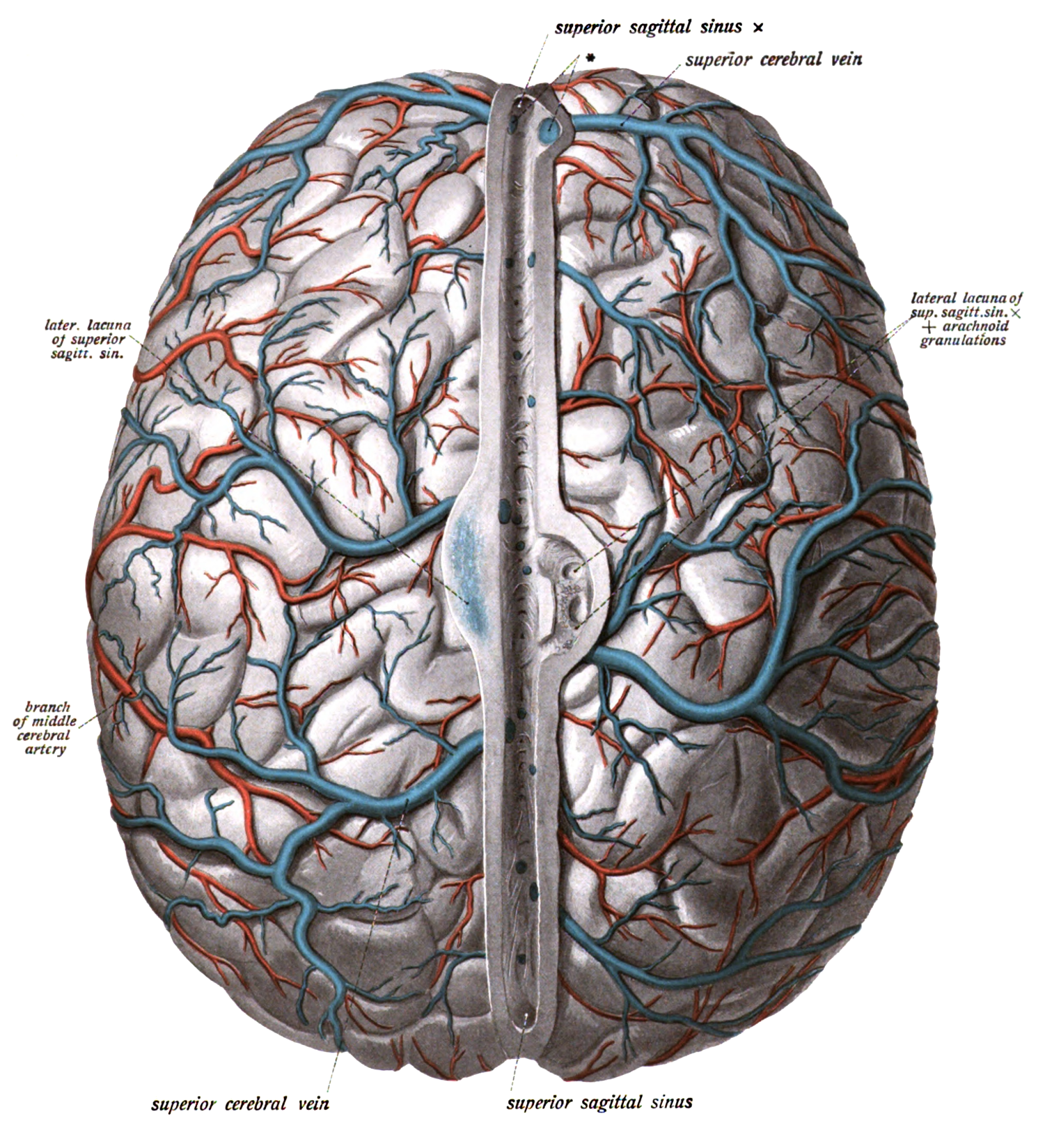
Головний мозок людини із сагітальним синусом у центрі та лакунами.
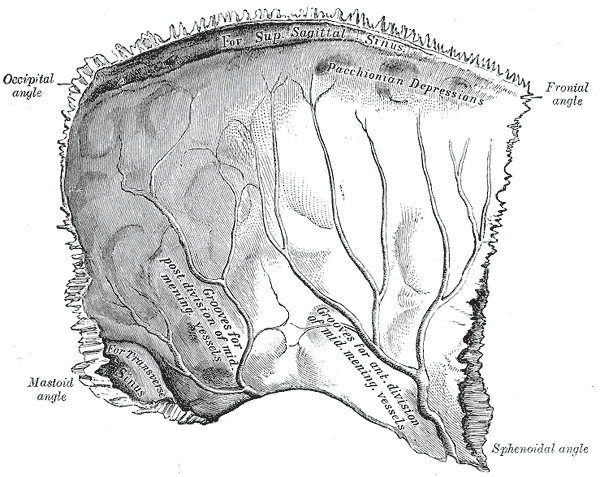
Ліва тім’яна кістка. Внутрішня поверхня.
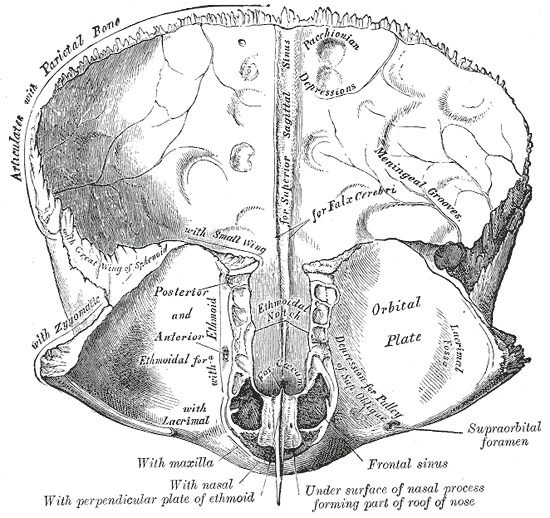
Лобова кістка. Внутрішня поверхня.
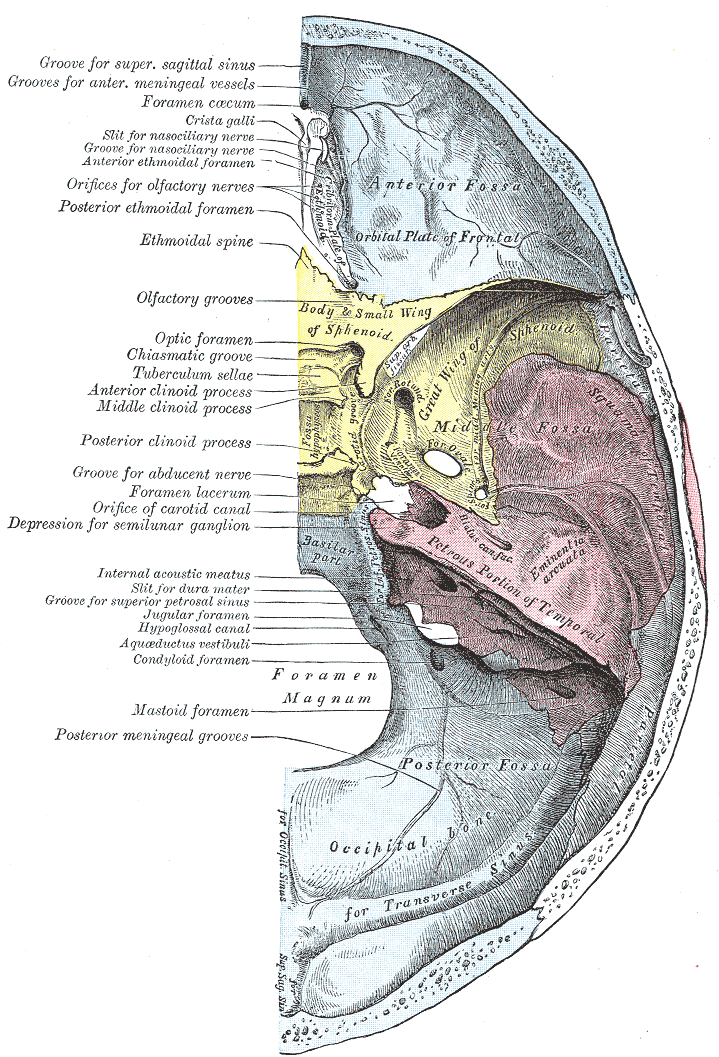
Основа черепа. Верхня поверхня.
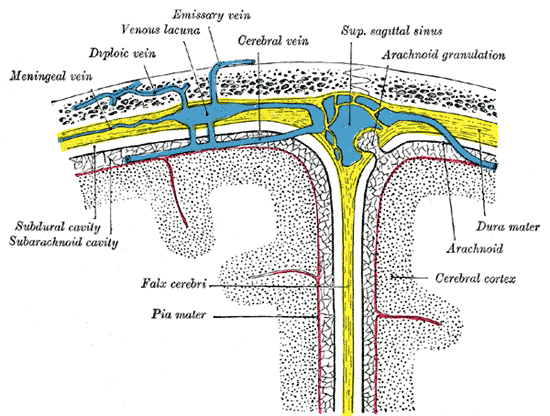
Схематичне зображення розрізу у верхній частині черепа, що показує оболони мозку й венозні структури.
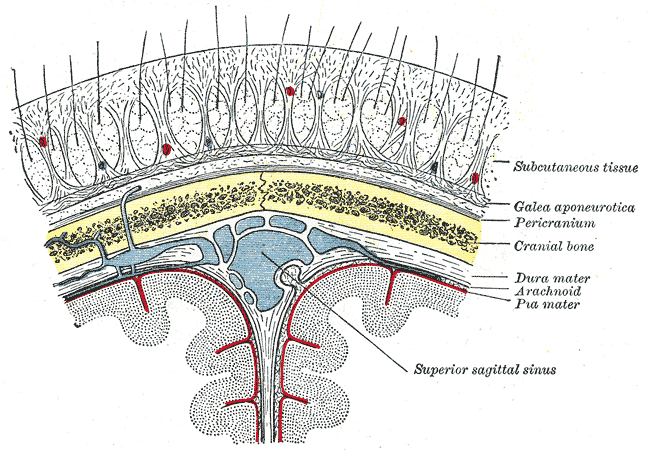
Схематичний зріз шкіри голови.
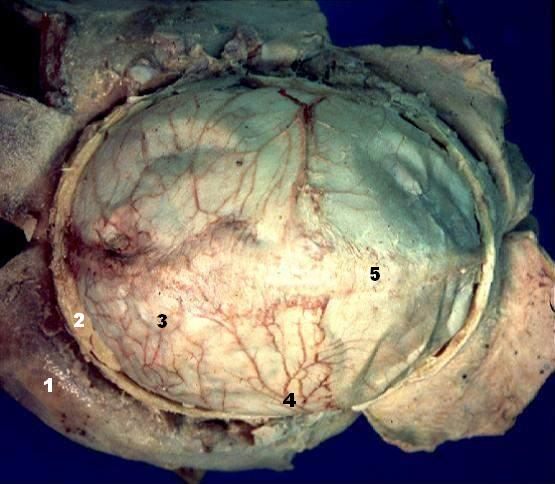
Тверда мозкова оболона
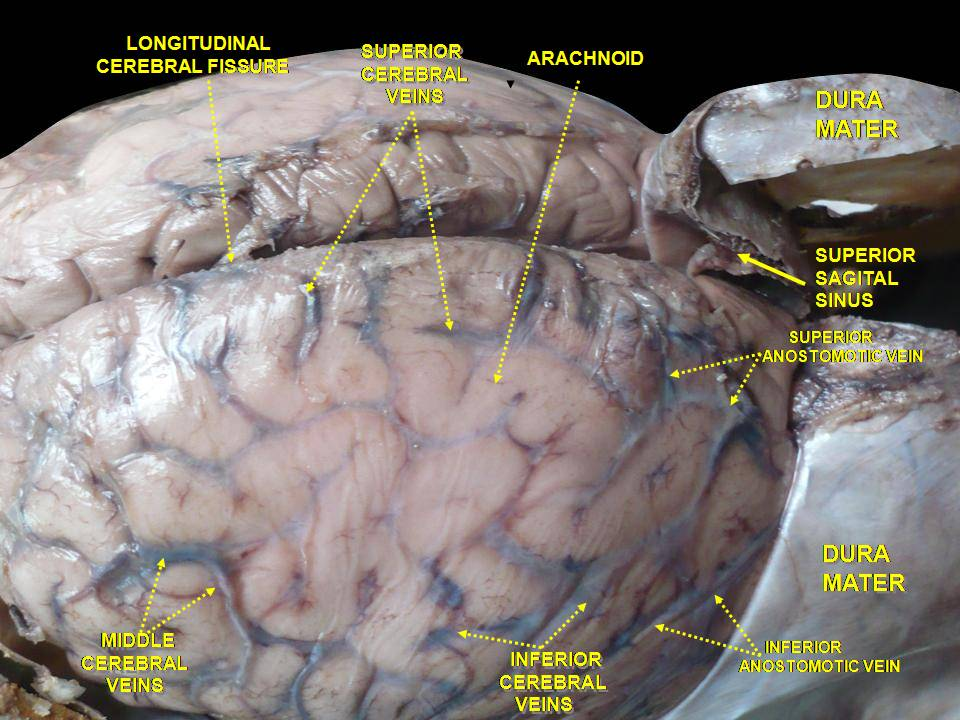
Оболони мозку та поверхневі мозкові вени. Глибий розріз. Вигляд згори.
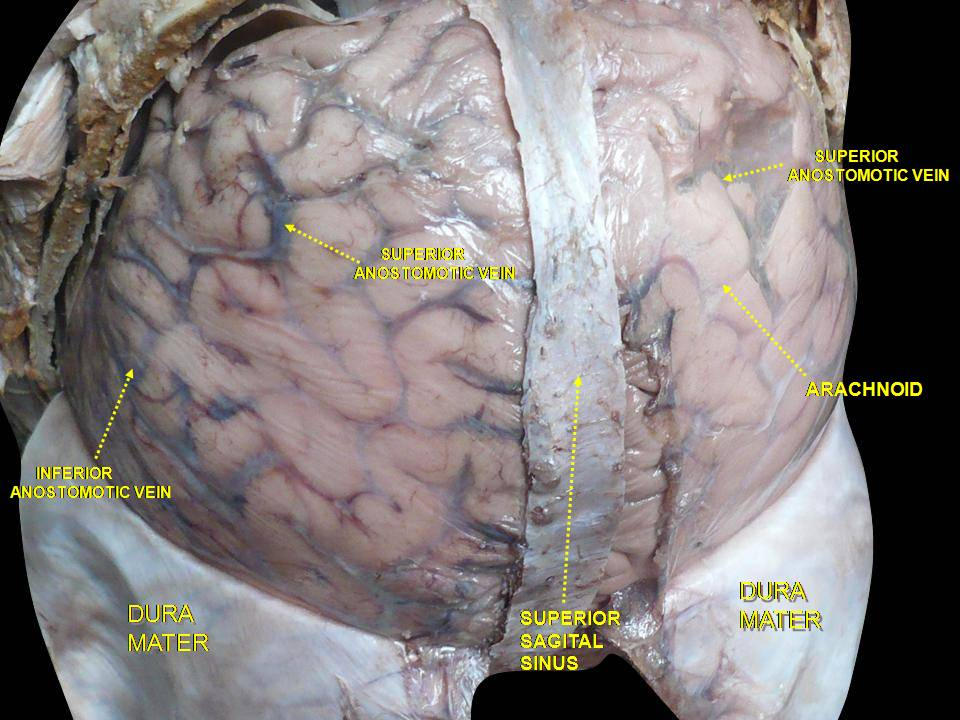
Оболони мозку та поверхневі мозкові вени. Глибий розріз. Вигляд згори.